# Rilly-sur-Aisne
Rilly-sur-Aisne es una comuna francesa situada en el departamento de Ardenas, en la región de Gran Este.

## Demografía
| 137 | 121 | 102 | 111 | 111 | 105 | 124 |
| Para los censos de 1962 a 1999 la población legal corresponde a la población sin duplicidades (Fuente: INSEE [Consultar]) |     |     |     |     |     |     |